# Salinivenus lutea
Salinivenus lutea es una especie de  bacteria gramnegativa del género Salinivenus. Fue descrita en el año 2012, aunque inicialmente se nombró como Salinibacter luteus. Su etimología hace referencia a la pigmentación naranja. Es inmóvil, con células alargadas de 0,7 μm de ancho y 3-20 μm de largo. Las colonias en agar MGM son anaranjadas, circulares, convexas y con márgenes enteros. Es halófila extrema, pudiendo crecer en concentraciones de 2-5 M de NaCl. Catalasa y oxidasa positivas. Sensible a bacitracina, cefalotina y nitrofurantoina. Resistente a amikacina, amoxicilina, ampicilina, anisomicina, carbenicilina, cefazolina, cefoxitina, cloranfenicol, eritromicina, gentamicina, kanamicina, ácido nalidíxico, neomicina, penicilina G, rifampicina, estreptomicina, tetraciclina y tobramicina. Tiene un contenido de G+C  de 65,6%. Se ha aislado del lago salado Aran-Bidgol, en Irán.